# بنجامين دبليو. دين
بنجامين دبليو. دين (بالإنجليزية: Benjamin W. Dean)‏ هو محامي وسياسي أمريكي، ولد في 26 يناير 1827 في غرافتون في الولايات المتحدة، وتوفي بنفس المكان في 6 يوليو 1864. حزبياً، نشط في الحزب الجمهوري. وقد انتخب عضو مجلس نواب فيرمونت.